# Fulko von Angoulême
Fulko von Angoulême (auch Fulcher oder Fulcherius; † 20. November 1157) war ein französischer Prälat, Erzbischof von Tyrus und von 1146 bis zu seinem Tod 1157 Lateinischer Patriarch von Jerusalem.

## Herkunft
Er stammte aus Angoulême und war Abt des Klosters von Celles-sur-Belle. 1131 reiste er während des Schismas zwischen Papst Innozenz II. und Gegenpapst Anaklet II. nach Jerusalem, wo er Kanoniker des Heiligen Grabes wurde.

## Erzbischof von Tyrus
1134 oder 1135 wurde er Nachfolger des verstorbenen Erzbischofs Wilhelm von Tyrus. Er wurde vom Patriarchen von Jerusalem, Wilhelm von Mesen, geweiht. Wegen Streitigkeiten über die Zuständigkeit des Patriarchen von Jerusalem für Tyrus reiste er im Herbst 1138 nach Rom, um sich von Papst Innozenz II. seine Erzbischofswürde bestätigen und sein Pallium verleihen zu lassen.
1139 nahm er an der Belagerung von Banyas teil.
Nach dem Tod Wilhelms von Mesen wurde er, auf Vorschlag von Königin Melisende, im Januar 1146 dessen Nachfolger als Patriarch.

## Patriarch von Jerusalem
Als 1148 der Zweite Kreuzzug das Heilige Land erreichte, empfing er das deutsche Kontingent unter Konrad III. in Jerusalem und holte das französische unter Ludwig VII. in Tripolis ab. Er erwirkte, dass sich beide Monarchen mit Balduin III. von Jerusalem zum Konzil von Akkon einfanden und nicht etwa mit den Kreuzfahrerfürsten von Antiochia, Tripolis oder Edessa über das weitere Vorgehen entschieden. Am 15. Juli 1149 wurde die neue romanische Basilika direkt vor der Rotunde und der Heiliggrabkapelle fertig gestellt und geweiht.
1152 vermittelte er im Thronstreit zwischen Königin Melisende und ihrem Sohn König Balduin III.
1153 beteiligte er sich bei der erfolgreichen Belagerung von Askalon.
Um 1154 geriet in Streit mit dem Johanniterorden, der sich immer mehr Privilegien gegenüber dem Patriarchen herausnahm. 1155 reiste er deswegen zusammen mit Bischof Friedrich von Akkon und weiteren Bischöfen zu Papst Hadrian IV., seine Klage blieb aber ergebnislos.
Als er 1157 starb, hatte er ein hohes Alter erreicht, Wilhelm von Tyrus nennt ihn „fast hundertjährig“. Sein Nachfolger als Patriarch wurde Amalrich von Nesle.